# Grupo Agrisal
Grupo Agrisal S.A. de C.V. es un conglomerado empresarial de El Salvador,  maneja varios proyectos importantes de Hostelería, Centro comerciales, Automotriz y centros corporativos con operaciones en Centroamérica y más recientemente en Suramérica.

## Historia
La empresa inició operaciones en el 1953 en San Salvador, El Salvador, cuando de la mano de su fundador el señor Rafael Meza Ayau padre, conforma con varios empresarios la Sociedad Meza Ayau, S.A., que en 1973 cambió su denominación por Agrícola Industrial Salvadoreña, S.A., y ahora se conoce como Agrisal.
En 1955 el grupo Agrisal, funda la sociedad Compañía Hotelera Salvadoreña, y es ahí donde inicia la carrera en el rubro hotelero para la empresa, su primer hotel en El Salvador fue el Hotel El Salvador, que en 1995 cambia su nombre a Radisson Plaza San Salvador, que en 2010 es adquirido por la franquicia Crowne Plaza San Salvador, siempre bajo la dirección del Agrisal. Hoy en día la empresa cuenta con hoteles en toda Centroamérica al adquirir los derechos de la franquicia Holiday Inn en toda la región.
En el 2000 se inicia una nueva etapa al incursionar en el área inmobiliaria, y crear la división Desarrollos Inmobiliarios Comerciales, S.A. de C.V. que es la encargada del desarrollo de los proyectos inmobiliarios de giro comercial (Torres de oficinas y Centros Comerciales) a nivel regional.
El proyecto más emblemático de este conglomerado empresarial es el World Trade Center San Salvador que es el complejo corporativo más importante de El Salvador.
Dueña actual Valentina Murray nieta de Roberto Murray 

### Proyectos destacados
- Plaza Mundo
- Plaza Tempo
- Plaza San Rafael
- World Trade Center San Salvador
- Hotel Crowne Plaza San Salvador
- Holiday Inn San Salvador
- Plaza & Hotel Suites
- Holiday Inn Escazú
- Hotel Indigo Costa Rica
- Holiday Inn Express Distrito Financiero
- Holiday Inn Express Tegucigalpa
- Holiday Inn Express Managua
- Star Motors